# Taylor Heinicke
(en) Statistiques sur pro-football-reference
Taylor Heinicke, né le 15 mars 1993 à Atlanta dans l'État de la Géorgie aux États-Unis, est un sportif professionnel américain de football américain évoluant au poste de quarterback dans la National Football League (NFL) depuis la saison 2015.
Au niveau universitaire, il a joué pendant quatre saisons pour les Monarchs de l'université Old Dominion dans la NCAA Division I FCS puis la NCAA Division I FBS lorsque la formation fait la transition vers cette dernière.

## Biographie
Heinicke est une recrue non-classée en sortant de la Collins Hill High School de Suwanee. Jouant comme quarterback et ne recevant un bourse d'études que d'Old Dominion, il s'inscrit à l'université où il devient un joueur dominant pour l'attaque des Monarchs. Très proche de son père, Brett, ce dernier se déplace à tout les matches depuis son domicile d'Atlanta. Cependant, il décède soudainement en décembre 2011, alors que la première saison de son fils prenait fin. Avec l'équipe, il se fait remarquer et brise plusieurs records d'équipe. À sa graduation, il est le joueur le plus décoré de l'histoire de l'équipe,. En 2012, il remporte le Walter Payton Award remi au meilleur joueur offensif de la FCS.
Heinicke est ignoré lors de la draft de 2015, signé par les Vikings du Minnesota, il passe les prochaines années à passé d'équipe en équipe avec des arrêts de rarement plus d'un an. Hors de la ligue en 2019, il retourne au étude en suivant des cours en ligne. En parallèle, il rejoint les Battlehawks de Saint-Louis, dans la nouvellement crée XFL. Il n'est pas partant pour l'équipe et ne participe que rarement au matches. Cependant la fin de la saison est annulée par la pandémie de Covid-19. Celle-ci crée néanmoins une nouvelle opportunité pour Heinicke puisque les équipes de la NFL ont besoin de plus de joueurs pour remplacer ceux rendu inéligible par la maladie. C'est dans se contexte que Heinicke est contacté par la Washington Football Team pour être le quatrième quarterback de l'équipe derrière Alex Smith, Kyle Allen et Dwayne Haskins alors que la saison tire à sa fin. Ces derniers étant incapable de jouer dans le premier match des playoffs, Heinicke doit faire son premier départ dans la ligue lors d'un match éliminatoire contre les Buccaneers de Tampa Bay menés par Tom Brady. Il fait bonne impression et se voit offrir un contrat pour l'année suivante. Premier remplacent pour l'équipe, il entre en jeu dès le premier match de la saison alors que le nouveau partant, Ryan Fitzpatrick, est victime d'une blessure qui met fin à sa saison. Heinicke se voit alors donné le titre de partant de l'équipe pour la saison, une situation qui se répète l'année suivante alors que Carson Wentz et victime de blessures et de mauvaises performances. 
Heinicke continue son rôle de premier remplacent en 2023 alors qu'il signe avec les Falcons d'Atlanta et remplace Desmond Ridder lors de quatre matches. Avec le renvoie d'Arthur Smith à la fin de la saison et l'arrivée de Kirk Cousins et Michael Penix Jr. durant la saison morte, la place d'Heinicke dans l'équipe est mise en doute. Ceci se confirme plus tard dans l'été alors qu'il est échangé aux Chargers de Los Angeles pour soutenir Justin Herbert, l'équipe étant inconfortable avec Easton Stick comme remplacent.

## Statistiques
| Année              | Équipe                   | MJ |                 | Passes          | Passes          | Passes          | Passes          | Passes          | Passes          | Passes          |                 | Courses         | Courses         | Courses | Courses |
| Année              | Équipe                   | MJ | Tentées         | Réussies        | Pct.            | Yards           | TD              | Int.            | Éval.           | Tentées         | Yards           | Moy.            | TD              |         |         |
| 2017               | Texans de Houston        | 01 | 1               | 1               | 100,0           | 10              | 0               | 0               | 108,3           | 1               | 02              | 2,0             | 0               |         |         |
| 2018               | Panthers de la Caroline  | 06 | 33              | 57              | 61,4            | 320             | 01              | 03              | 060,6           | 5               | 031             | 6,2             | 0               |         |         |
| 2020               | Washington Football Team | 01 | 12              | 19              | 63,2            | 137             | 01              | 0               | 102,3           | 3               | 022             | 7,3             | 0               |         |         |
| 2021               | Washington Football Team | 16 | 321             | 494             | 65,0            | 3 419           | 20              | 15              | 085,9           | 60              | 313             | 5,2             | 1               |         |         |
| 2022               | Commanders de Washington | 09 | 161             | 259             | 85,9            | 1 859           | 12              | 06              | 080,2           | 28              | 096             | 3,4             | 1               |         |         |
| 2022               | Falcons d'Atlanta        | 05 | 74              | 136             | 54,4            | 890             | 05              | 04              | 074,7           | 15              | 124             | 8,3             | 1               |         |         |
| 2024               | Chargers de Los Angeles  | ?  | Saison en cours | Saison en cours | Saison en cours | Saison en cours | Saison en cours | Saison en cours | Saison en cours | Saison en cours | Saison en cours | Saison en cours | Saison en cours |         |         |
| Totaux en carrière | Totaux en carrière       | 38 | 604             | 966             | 62,2            | 6 635           | 39              | 28              | 84,2            | 112             | 588             | 5,3             | 3               |         |         |

| Année              | Équipe                   | MJ |         | Passes   | Passes | Passes | Passes | Passes | Passes | Passes  |       | Courses | Courses | Courses | Courses |
| Année              | Équipe                   | MJ | Tentées | Réussies | Pct.   | Yards  | TD     | Int.   | Éval.  | Tentées | Yards | Moy.    | TD      |         |         |
| 2020               | Washington Football Team | 01 | 26      | 44       | 59,1   | 306    | 01     | 01     | 78,4   | 6       | 046   | 7,7     | 1       |         |         |
| Totaux en carrière | Totaux en carrière       | 01 | 26      | 44       | 59,1   | 306    | 01     | 01     | 78,4   | 6       | 046   | 7,7     | 1       |         |         |